# Erna Grünfeldová

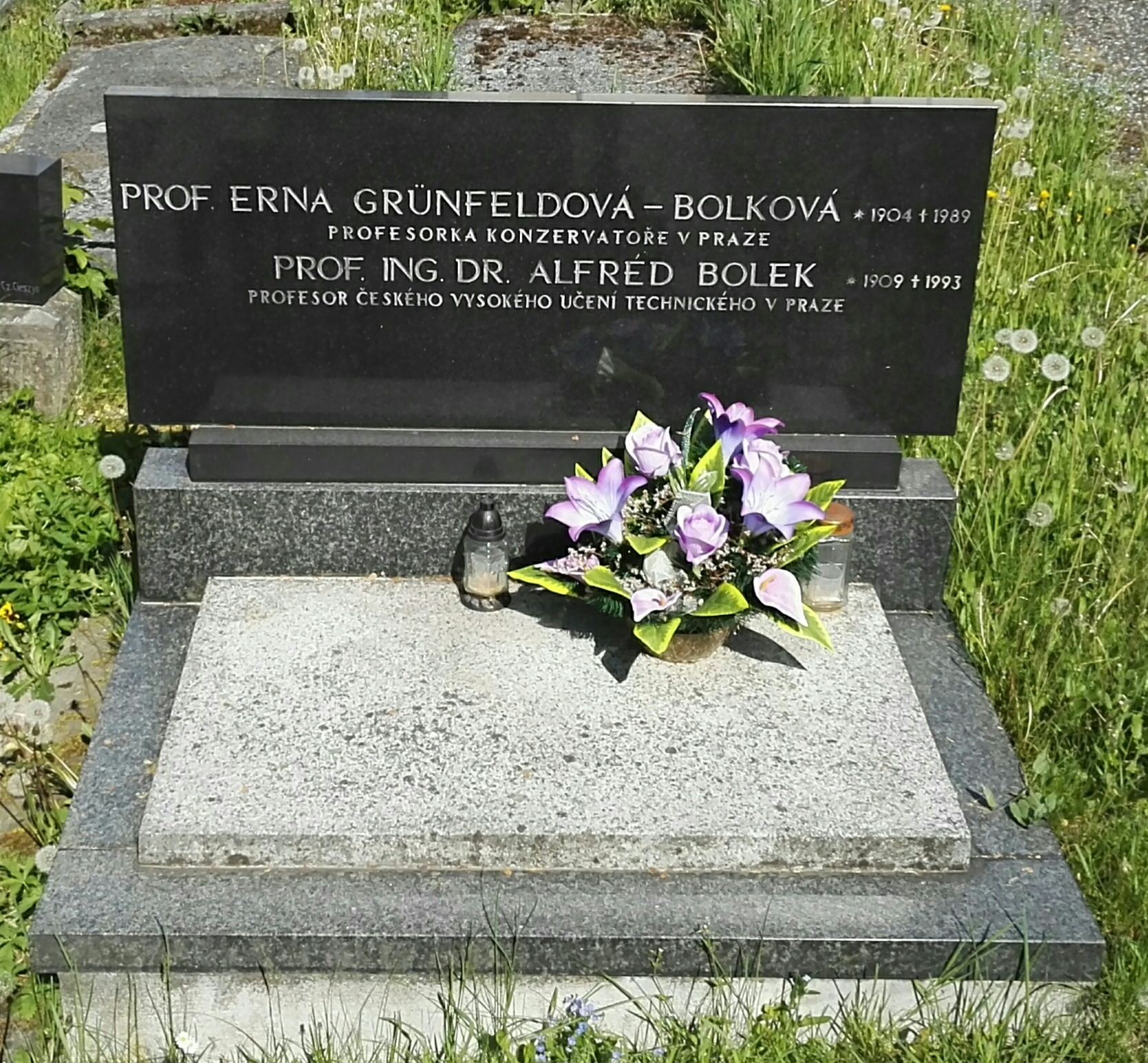
Náhrobek Erny Grünfeldové a jejího manžela na hřbitově v Těrlicku

Erna Grünfeldová, též Arnoštka Grünfeldová či Erna Grünfeldová-Bolková (26. září 1904, Lvov – 16. února 1989, Praha) byla česká klavíristka a klavírní pedagožka.

## Život
Narodila se jako Ernestina, nejstarší ze tří dcer pražského rodáka c. a k. plukovníka Ernsta Grünfelda (1860-po 1916) a jeho manželky Heleny Rosalie, rozené Weyrové (1867-). Rodina se s otcovou službou v roce 1909 přestěhovala do Českých Budějovic a roku 1911 do Prahy, kde bydlela na Novém Městě v Trojanově ulici.
Erna navštěvovala nejdříve Vyšší dívčí školu ve Vodičkově ulici a v letech (1921–1928) konzervatoř a mistrovskou školu u Viléma Kurze (1928–1933). 
Od roku 1936 do začátku sedmdesátých let byla profesorkou klavíru na Pražské konzervatoři, kde prokázala značné pedagogické úspěchy, zejména v elementární klavírní výuce. Z jejích žáků vynikl mimo jiné Ivan Moravec. S Aloisem Sarauerem a Zdenkou Böhmovou vypracovala (1955) novou českou Klavírní školu pro začátečníky s metodickými pokyny pro začátečníky. 
Přednášela v kursech klavírní pedagogiky pro učitele hudebních škol (1946–1952). Napsala článek o Růženě Kurzové (Hudební rozhledy 1, 1948/49, s. 86).
Mezi její žáky náleželi Ivan Moravec nebo Martin Ballý.

## Rodina
Provdala se za profesora ČVUT, ing. Alfreda Bolka. 
Jejím strýcem byl klavírista Alfred Grünfeld, bratrancem právník František Weyr, švagrem malíř a sochař Jan Bauch. 
Je pohřbena na evangelickém hřbitově v Horním Těrlicku.